# Franco Torgnascioli
Franco Torgnascioli, vollständiger Name Franco Luis Torgnascioli Lagreca, (* 24. August 1990 in Salto) ist ein uruguayischer Fußballspieler.

## Karriere
Der nach Angaben seines Vereins 1,86 Meter große Torhüter Torgnascioli stand bereits in den Spielzeiten 2011/12 und 2012/13 im Kader des Erstligisten Danubio FC. Ein Einsatz in der Primera División ist für ihn in dieser Karrierephase allerdings nicht zu verzeichnen. In der Saison 2013/14 absolvierte er auf Leihbasis zwölf Spiele in der Segunda División für Boston River. Im Januar 2014 zerschlug sich dann ein bereits nahezu sicherer Wechsel innerhalb Montevideos zum Erstligisten Racing. Danubio benötigte nach dem Abgang des Ersatztorhüters Mauro Goicoechea einen weiteren Torhüter und somit kehrte er dorthin zurück. Die Montevideaner beendeten die Saison als Uruguayischer Meister. In der Spielzeit 2014/15 stand er ebenfalls in Reihen von Danubio und kam 16-mal in der höchsten uruguayischen Spielklasse und sechsmal in der Copa Libertadores 2015 zum Einsatz. Während der Apertura 2015 wurde er in 15 Erstligaspielen und zwei Partien der Copa Sudamericana 2015 eingesetzt. Im Januar 2016 wurde er vom mexikanischen Klub CF Pachuca verpflichtet und umgehend an die in der Liga de Ascenso spielenden Mineros de Zacatecas weiterverliehen. Dort bestritt er 40 Ligaspiele und kam dreimal in der Copa México zum Einsatz. Im Juli 2017 wechselte er nach Spanien zum FC Lorca.
Zudem gibt sein ehemaliger Arbeitgeber Danubio auch den Club Sportivo Cerrito als einen vormaligen Verein in Torgnasciolis Karriereverlauf an.

## Erfolge
- Uruguayischer Meister 2013/14